# Ekvipageafdelingen
 Denne artikel bør gennemlæses af en person med fagkendskab for at sikre den faglige korrekthed.

Ekvipageafdelingen [-’pa.sjə-] er det personel, der i Søværnet med ekvipagemesteren som chef udfører de ham underlagte arbejder. Ekvipageafdelingen består af 1 værftsløjtnant, der er løjtnant i Søofficerskorpset, 1 brandmester, 3 værftsformænd og indtil 100 værftsarbejdsmænd. Under Ekvipageafdelingen hører endvidere Orlogsværftets politi, i alt 33 mand.